# Diplauxis schreveli
Diplauxis schreveli is een soort in de taxonomische indeling van de Myzozoa, een stam van microscopische parasitaire dieren. Het organisme komt uit het geslacht Diplauxis en behoort tot de familie Lecudinidae. Diplauxis schreveli werd in 1973 ontdekt door Porchet-Hemeré & Fischer.